# فيليب فلوريان
فيليب فلوريان (بالرومانية: Filip Florian)‏ هو كاتب وصحفي روماني، ولد في 16 مايو 1968 في بوخارست في رومانيا.